# دکل نفتی فورچونا
دکل نفتی فورچونا یا دکل نفتی گمشده، قرارداد خرید یک دکل حفاری نفتی از یک شرکت آرژانتینی است که در سال ۱۳۹۴ توسط بیژن زنگنه نامدار افشا شد. این دکل با وجود پرداخت کل مبلغ قرارداد، هیچگاه وارد ایران نشد، امّا پول آن به تمامی پرداخت شد و دلالان با فریبکاری آن را پس ندادند. پرونده دکل‌های نفتی در سال‌های اخیر ایران از خبرسازترین پرونده‌های قضایی و یکی از پرونده‌های سنگین دادسرای جرائم اقتصادی هستند که از جنبه رسیدگی در حالت بسیار پیچیده‌ای قرار دارند.

## ماجرای قرارداد
در دوران ریاست‌جمهوری محمود احمدی‌نژاد، شرکت تأسیسات دریایی، مناقصه فاز ۱۴ پارس‌جنوبی را برد و برای بهره‌برداری از آن، در پی خرید دکل حفاری نفتی برآمد؛ امّا ایران در آن دوران تحریم بود و خرید دکل به آسانی ممکن نبود. برای دور زدن تحریم‌ها، شرکتی در جزیره ویرجینیای انگلستان به نام «دین اینترنشنال تردینگ اس. آی» (Dean International Trading S.A) در خردادماه ۱۳۹۱ تأسیس شد و یک ماه بعد، برای خرید دکل حفاری نفتی با شرکت «جی‌پی‌اس فورچون» (GPS Fortun)، ثبت‌شده در مالت، قراردادی ۶۶ میلیون دلاری بست. دو روز پس از آن، مدیرعامل وقت شرکت تأسیسات دریایی ایران با شرکت «دین اینترنشنال تردینگ اس. آی» برای خرید یک دستگاه دکل حفاری به بهای ۸۷ میلیون دلار قرارداد بست. این شرکت تازه‌تأسیس تا آذرماه، پولی برای خرید دکل به فروشندهٔ اوّل نپرداخت و از همین رو شرکت «جی‌پی‌اس فورچون» قرارداد را فسخ کرد.
دو روز پس از فسخ قرارداد، علی طاهری، مدیرعامل وقت شرکت تأسیسات دریایی، به مدیران شرکت اعلام کرد که دکل از شرکتی در ترکیه خریداری می‌شود و برای پرداخت مبلغ قرارداد به شرکت‌هایی غیر از شرکت فروشنده (Dean International Trading S.A) سه دستور پی‌درپی صادر کرد: «۷۵ میلیون دلار به حساب شرکت «سی‌پی‌تی‌دی‌سی» (CPTDC) چینی، ۴۰ میلیون دلار به حساب سی‌پی‌تی‌دی‌سی نزد «کانلان بانک» (Kunlun Bank) چین در دی‌ماه و ۲۶ میلیون و ۶۰۰ هزار دلار به حساب شرکت سی‌پی‌تی‌دی‌سی از زیرمجموعه شرکت‌های «سی‌ان‌پی‌سی» (CNPC) چین در بهمن‌ماه.» همهٔ این پول‌ها به حساب‌هایی غیر از حساب فروشنده واریز شدند. با این حال، دکلی به ایران تحویل داده نشد؛ امّا مدیرعامل وقت مدّعی شد که دکل‌ها تحویل داده شده‌اند و او خود سند تحویل دکل از سوی شرکت فروشنده را امضا کرده است! در این داستان، مدیرعامل وقت شرکت تأسیسات دریایی، شبکه‌ای از چند همدست در اختیار داشت؛ همچون رضا مصطفوی طباطبایی (مدیر شرکت سینتا و واسطه قرارداد با شرکت Dean)، عمر کامل آل‌سواد (مالک و مدیرعامل شرکت Dean و وکیل در امارات) و چند دلال و واسطه به نام‌های مراد شیرانی، نفیسه محمودی و مهدی محمودی.
این قرارداد به قیمت ۸۷ میلیون دلار در تاریخ ۶ تیر ۱۳۹۱ بین شرکت تأسیسات دریایی ایران و Dean International Trading S.A دبی امضا می‌شود که برای خرید یک دستگاه دکل حفاری ساخت سال ۱۹۸۴ بوده است. یکی از نکات مبهم در این ماجرا که در صورت تشخیص دادگاه می‌تواند عنوان اتهامی یکی از متهمان به نام رضا مصطفوی طباطبایی را به کلاهبرداری تغییر دهد این است که وی با توسل به وسایل متقلبانه شرکتی را به عنوان واسطه معرفی می‌کند که اگرچه مدیریت آن با شخص دیگری است ولی اسناد منتشر شده نظیر توافقنامه تراستی و… حاکی از این است که مالک حقیقی آن شرکت واسطه، خود اوست که مدیریت وقت شرکت تأسیسات دریایی را فریب داده و بهای دکل را به‌صورت کامل دریافت و آن را به حساب‌های دیگری منتقل کرده است.

## گم شدن دکل نفتی
بیژن نامدار زنگنه، وزیر پیشین نفت ایران گزارش‌هایی دربارهٔ «مفقود شدن» یک دکل نفتی خریداری‌شده از یک شرکت خارجی در دولت محمود احمدی‌نژاد را تأیید کرد و گفت که با «پیگیری و شکایت» این وزارتخانه، پرونده‌ای در این زمینه تشکیل شده است. ده روز پس از اظهارات وزیر پیشین نفت ایران دربارهٔ «مفقود شدن» یک دکل نفتی خریداری‌شده توسط شرکت تأسیسات دریایی در دولت سابق، یک نماینده مجلس گفت که این شرکت یک دکل دیگر را نیز خریداری کرده، امّا این دکل وارد ایران نشده است. خبرگزاری فارس از بازداشت فرزند عطاءالله مهاجرانی، وزیر سابق فرهنگ و ارشاد اسلامی ایران که شریک رضا مصطفوی طباطبایی است، در رابطه با پروندهٔ دکل گم‌شده نفتی فورچونا گزارش داد. با این حال، زنگنه دوباره اعلام کرد که فردی در دوران ریاست‌جمهوری محمود احمدی‌نژاد و با «سفارش وی»، قرارداد «۲۰ دکل خشکی و ۱۰ دکل دریایی» نفتی را بدون انجام «تشریفات مناقصه» منعقد کرده است. او اعلام کرد که «دفتر احمدی‌نژاد به‌صورت مکتوب دستور داده که این اقدامات توسط این فرد انجام شود.» نمایندگان مجلس ایران در سال ۱۳۹۴ گفته بودند که شرکت تأسیسات دریایی در دولت محمود احمدی‌نژاد دو دکل را خریداری کرده بود ولی این دکل‌ها وارد ایران نشدند.

## پیگیری و دادگاه
بنابر اظهارات مسعود امانی، مشاور حقوقی شرکت تأسیسات دریایی ایران، بنابر متن قرارداد منعقد شده در زمان خریداری دکل، دادگاه انگلستان، مرجع صالح رسیدگی به دعاوی طرفین این پرونده معرفی شده است.
در پی اعلام شکایت شرکت تأسیسات دریایی و سایر خریداران دکل مزبور از متهمان ربودن این دکل، دادگاه لندن اقدام به دادرسی در این پرونده کرد که رأی دادگاه، در اسفند ۱۳۹۷ صادر شد. در پی این حکم، سه متهم اصلی این پرونده به نام‌های رضا مصطفوی طباطبایی، مراد شیرانی و علی طاهری مطلق موظف به پرداخت ۸۷ میلیون دلار به شرکت تأسیسات دریایی شدند که این مبلغ می‌تواند از اموال و دارایی‌های این افراد در انگلستان و اتحادیه اروپا، تأمین شود. همچنین بنابر رأی دادگاه، املاک طباطبایی و بستگان درجه اوّل وی در انگلستان، ممنوع‌المعامله خواهد بود و دارایی‌های آنان که بعد از سال ۲۰۱۳ خریداری کرده‌اند، امکان مصادره‌شدن را داراست. رأی این دادگاه غیرقابل فرجام‌خواهی و قطعی محسوب می‌شود. این پرونده هنوز در قوه قضائیه ایران به نتیجه نرسیده است.